# Замок Парк

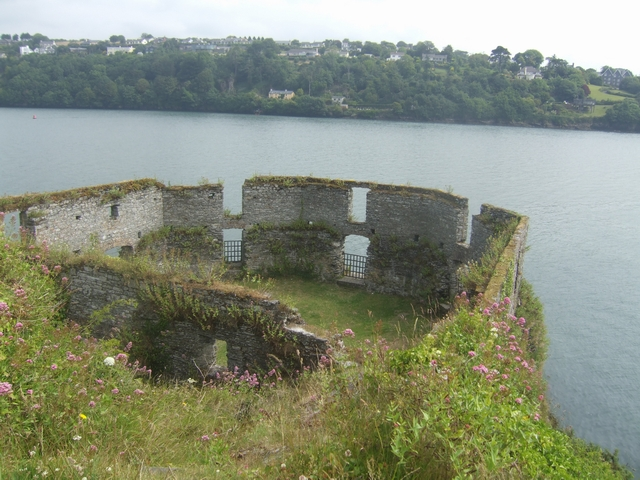
Форт Джеймса — блокхаус.

Замок Парк (англ. Castlepark, James Fort, ірл. Dún Rí Shéamuis) — Форт Джеймса, замок Дун Рі Шемуш (Фортеця Короля Джеймса) — один із замків Ірландії, розташований на півострові Кастлпарк, гавань Кінсейл, на березі річки Бандон, графство Корк. Нині цей форт — пам'ятник історії та архітектури Ірландії національного значення. Форт відкритий для відвідувачів.

## Історія замку Парк
Форт Джеймс був побудований в XVII столітті на місці стародавнього замку для захисту порту Корк. Спочатку на протилежному боці гавані був побудований форт Чарльза, а потім на початку XVII століття — форт Джеймс. Потім форт Джеймс стали називати Старий Форт — ірландською Шенданген (ірл. an Seandaingean).
У ХІІ столітті на цьому місці стояв замок Рінрон, що належав барону Кінгсейлу. Тут ще були руїни стародавньої церкви та стародавнє кладовище. Стародавній замок, що стояв на місці форта Джеймса називався Най-Парк. У 1601 році цей замок був захоплений іспанськими військами під час облоги Кінсейла. Замок штурмував і вибив з нього іспанців сер Річард Сміт, що командував загонами англійської армії сера Чарльза Блаунта — лорда Маундджоя.
Будівництво форта Джеймса почалось одразу після цієї війни — в 1602 році. Форт був названий на честь короля Англії, Шотландії та Ірландії Джеймса І. Форт був побудований за проектом архітектора Паула Айва. Будівництво було завершено в 1607 році. Центральною спорудою стала чотирьостороння кам'яна фортифікація, що була оточена п'ятикутним земляним валом — бастіоном форту — зіркоподібної оборонної конструкції. На краю форту був побудований шестикутний блокхаус — місце для артилерійської батареї, що контролювала найвужчу протоку гавані.
Під час так званих Вільямітських (Якобітських) війн кінця XVII століття форт Чарльз був захоплений якобітами. Але в 1690 році форт захопили вільяміти після того, як форт був пошкоджений вибухом порохового складу.
Форт Чарльза (Новий форт) використовувався як військовий гарнізон до початку ХХ століття, а форт Джеймса (Старий форт) використовувався до кінця XVIII століття, а на початку ХІХ цей форт описувався як руїна.
D 1998 році були проведені розкопки Службою Спадщини Ірландії.